# Knihy Dobrovský
Knihy Dobrovský je síť knihkupectví v Česku. Jedná se o jedno z největších knihkupectví v Česku, které provozuje také svůj vlastní e-shop. Knihkupectví bylo založeno roku 1990 Pavlem Dobrovským a jeho synem Petrem.
V roce 2017 mělo knihkupectví tržby 765 mil. Kč a 29 poboček. V roce 2023 činil obrat společnosti 1,17 miliardy korun.